# ベイ・パークウェイ駅 (BMTウェスト・エンド線)
ベイ・パークウェイ駅（Bay Parkway）はニューヨーク市地下鉄BMTウェスト・エンド線の急行停車駅で、ブルックリン区ベンソンハーストのベイ・パークウェイと86丁目の交差点にある。終日D系統が停車する。以前はベイ・パークウェイ-22番街駅（ベイ・パークウェイ-22ばんがいえき、英: Bay Parkway–22nd Avenue）という駅名だった。

## 駅構造
| P プラットホーム階 | 北行緩行線                                 | ← ノーウッド-205丁目駅行き（20番街駅）                                                           |
| P プラットホーム階 | 島式ホーム、到着番線に応じた側のドアが開く |                                                                                                  |
| P プラットホーム階 | 混雑方向急行線                             | → 定期列車なし （北行：62丁目駅/南行：コニー・アイランド-スティルウェル・アベニュー駅）          |
| P プラットホーム階 | 島式ホーム、到着番線に応じた側のドアが開く |                                                                                                  |
| P プラットホーム階 | 南行緩行線                                 | → コニー・アイランド-スティルウェル・アベニュー駅行き（25番街駅）→                               |
| M                  | メザニン                                   | 改札、駅員詰所、メトロカード自動販売機 (ベイ・パークウェイ-86丁目交差点北西角にエレベーターあり) |
| G                  | 地上階                                     | 出入口                                                                                           |

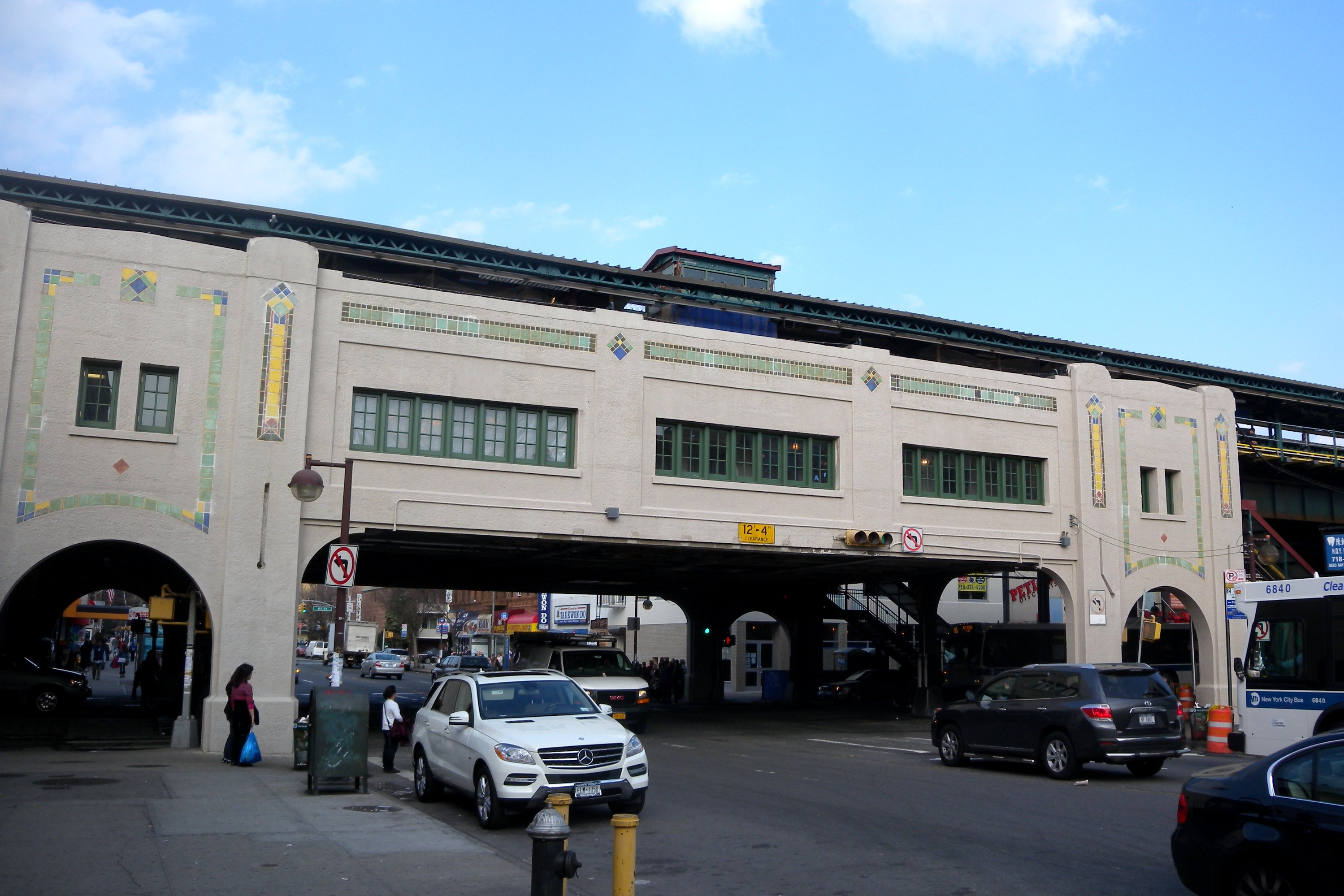
高架駅舎と構造

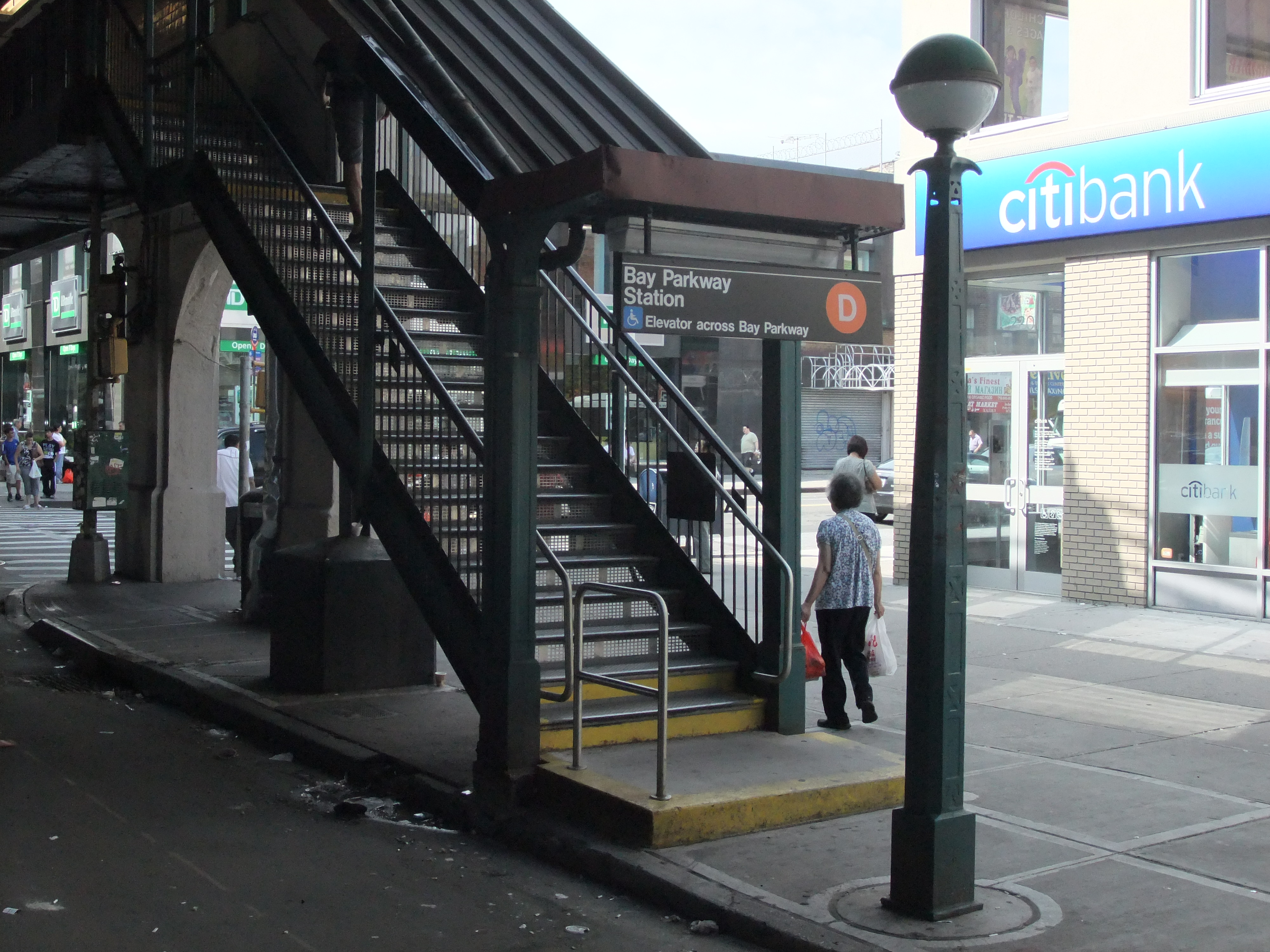
南東側の階段

ベイ・パークウェイ駅は島式ホーム2面3線の高架駅で、1916年12月29日に開業した。中央を走る急行線は、現在は営業運転で使われていない。どちらのホームも緑色のフレームと支柱で茶色の屋根がかけられ、中央には緑色の風防がついた木製ベンチが置かれている。ホーム両側に風防型の駅名標と丸い街路灯、それに信号扱所が設けられている。
ベイ・パークウェイ駅は1987年から2010年までラッシュ時に運行されるM系統の終端駅であった。どちらのホームにもM系統が中央の急行線に停車すると書かれた案内板があるが、実際には緩行線に停車する。これは、駅の北側に急行線に転線するためのポイントが設けられていないためである。駅の南には2つのダイヤモンド・クロッシングが設けられており、M系統の折り返しやマンハッタン方面各駅停車に変わる際に急行線に留置するために用いられていた。
ベイ・パークウェイ駅では鋼構造の上にコンクリート構造が設けられていることから、2005年7月6日にアメリカ合衆国国家歴史登録財に指定された。
2012年に、2009年アメリカ復興・再投資法に基づく資金拠出を受けて改装工事が行われ、エレベーター3基（メザニン-ホーム間に各１基、メザニン-地上間に１基）が設置された。

### 出入口
駅舎はコンクリート床の鋼製で、ホームおよび線路の下に設けられている。各ホームから2本の階段で降りると待合所とホーム間連絡通路があり、自動改札機が並んでいる。改札の外にはトークン・ブースと4本の階段があり、ベイ・パークウェイと86丁目の交差点の4つ角のどこにでも降りることができる。かつては駅舎の4面に窓が設けられていたが、現在は西側以外の窓はタールで埋められている。

## 画像

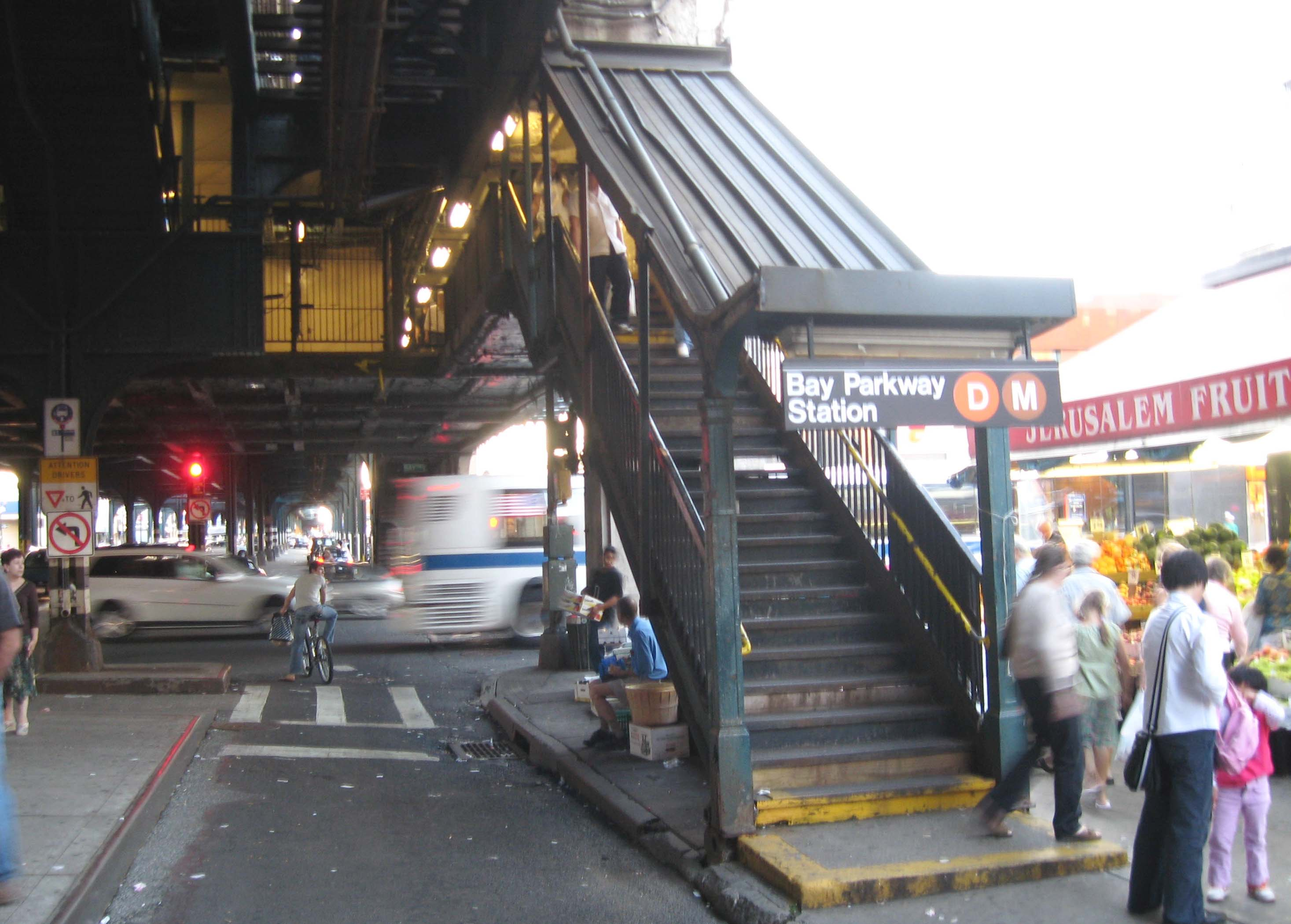
M系統の当駅乗り入れが中止になる前の階段の様子
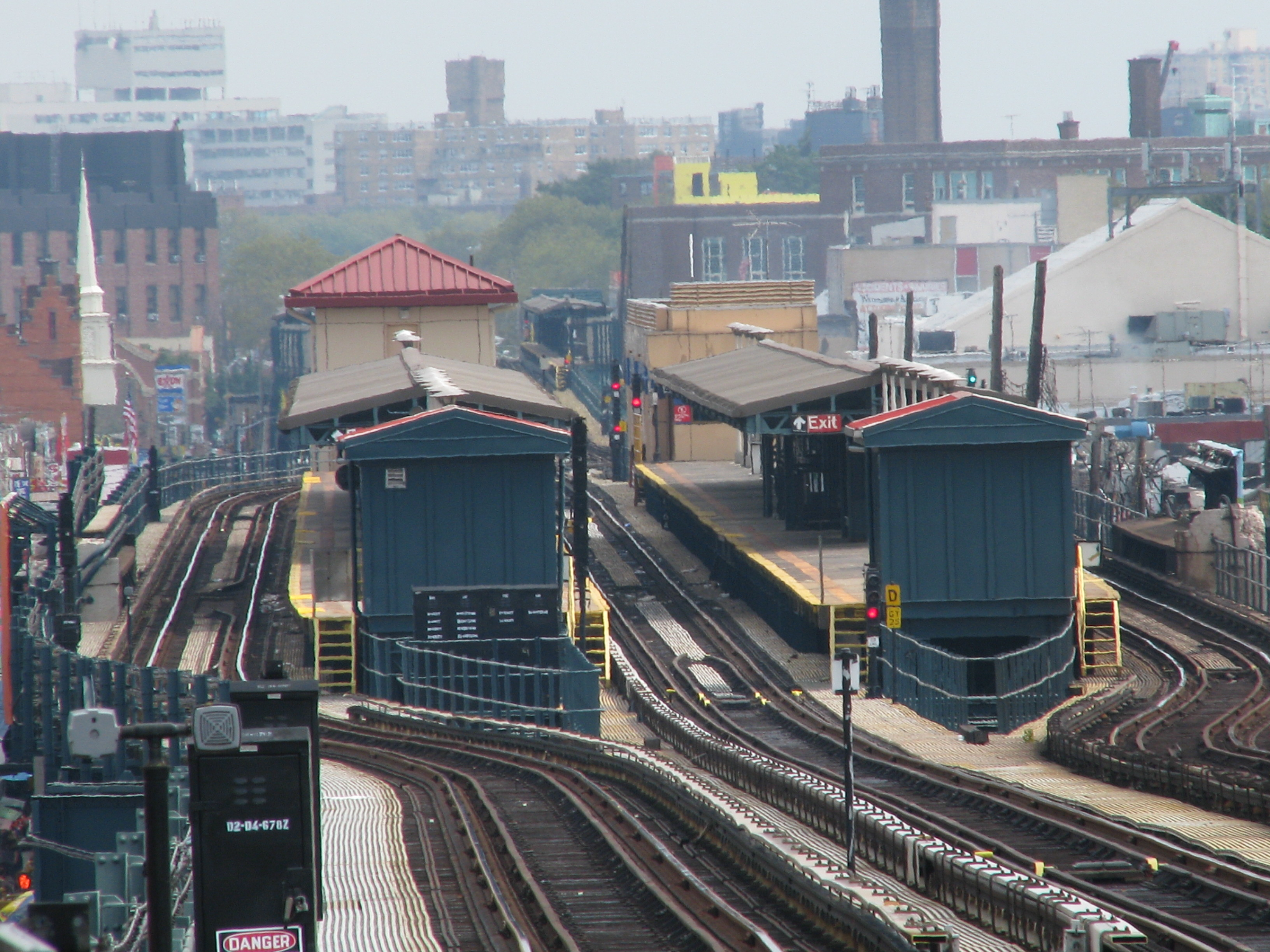
20番街駅から線路沿いに当駅を望む
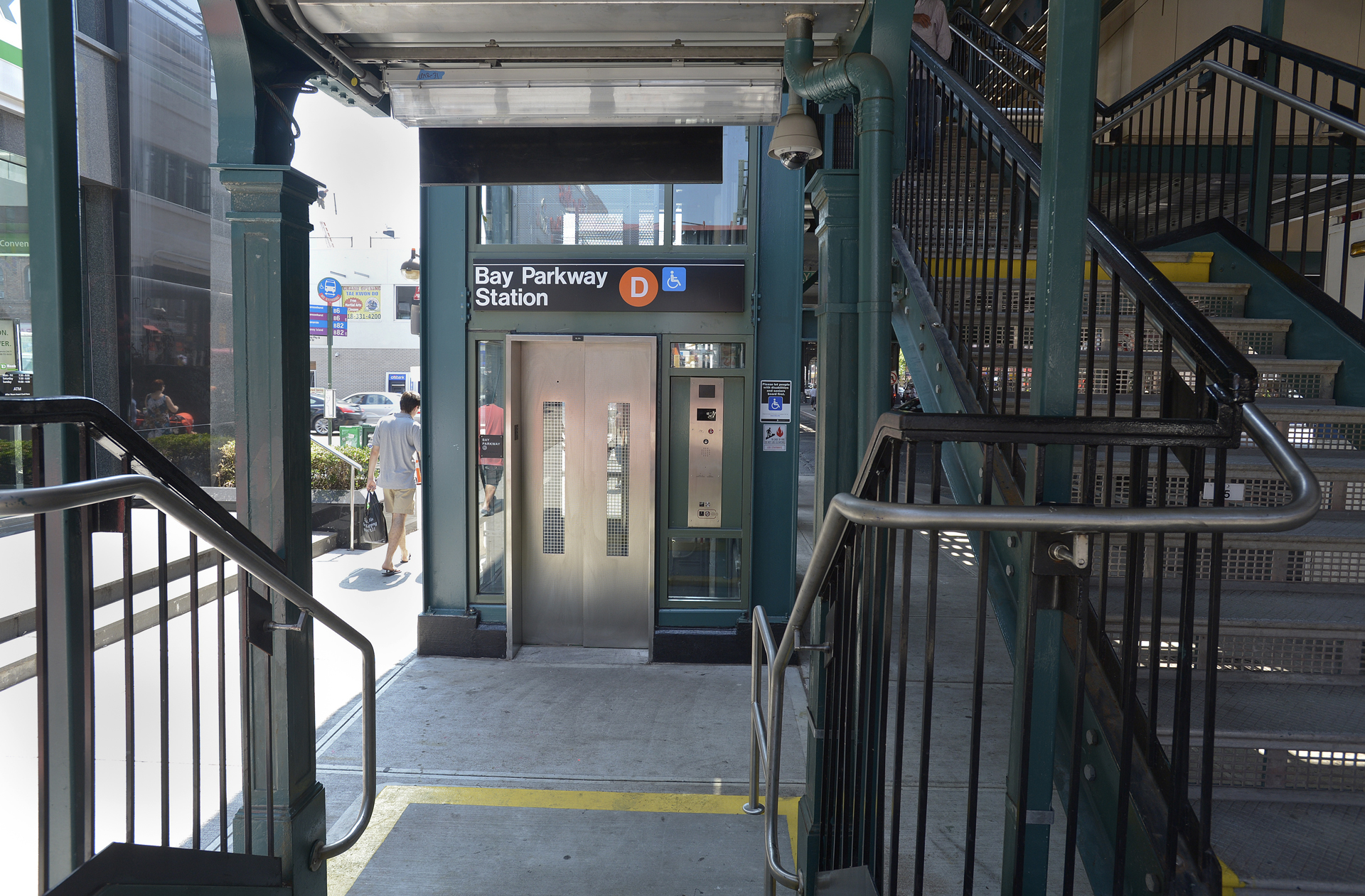
新設されたエレベーター